# 스페셜 포스 (2011년 영화)
《스페셜 포스》(프랑스어: Forces spéciales)는 2011년 개봉한 프랑스의 영화이다. 탈레반에게 납치된 여기자를 구하기 위한 프랑스 특수부대원들의 이야기를 다루고 있다.

## 줄거리
프랑스 기자 엘사 카사노바는 아프가니스탄에서 악명 높은 군벌 자예프를 비판하는 기사를 썼다가 그에게 납치당한다. 자예프는 엘사의 동료를 잔혹하게 살해하고 그 영상을 공개하며 프랑스 정부를 압박한다. 이에 프랑스 해군 특수부대와 공수부대 요원들로 구성된 소규모 구조팀이 엘사를 구출하기 위해 파견된다.
구조팀은 파키스탄에 있는 자예프의 은신처를 찾아내 엘사와 그녀의 동료를 구출하는 데 성공하지만, 무선 장비가 파손되어 본국과의 연락이 두절된다. 고립된 그들은 아프가니스탄 기지로 돌아가기 위해 위험한 산악 지대인 카이버 고개를 가로지르기로 한다.
험난한 여정 속에서 그들은 자예프의 추격대와 여러 차례 교전을 벌인다. 마을에 도움을 청하지만, 그 과정에서 저격수의 공격으로 팀원이 사망하고, 이후 자예프의 습격으로 엘사의 동료가 목숨을 잃는다. 계속되는 공격과 눈보라 속에서 팀원들은 하나둘씩 쓰러져 간다. 결국 대부분의 팀원이 희생되고, 자예프마저 제거되지만, 살아남은 팀원들은 부상과 탈진으로 더 이상 이동이 불가능해진다.
엘사는 간신히 구조를 요청할 수 있는 도로에 도착하여 구조되지만, 동료들을 두고 떠날 수 없다는 의지를 보인다. 구조헬기에서 엘사를 맞이한 상관은 그녀를 위로하고, 그녀와 함께 남겨진 팀원들을 찾아 구조하는 데 성공한다.

## 출연
- 디아네 크루거 - 엘사 카사노바
- 자이먼 운수 - 코박스
- 드니 메노셰 - 뤼카
- 브누아 마지멜 - 틱택
- 라파엘 페르소나 - 엘리아스
- 디디에 플라망 - 자크 보르가르
- 메디 네부 - 아멘
- 모르자나 알라우이 - 마이나
- 체키 카리오 - 게즈네크 제독
- 알랭 피글라르즈 - 빅토르
- 알랭 알리봉 - 마리위스
- 라즈 디건 - 자이에프